# Gianluca Venier
Gianluca Venier, noto anche come Janlu (Pordenone, 19 aprile 1968), è un bassista italiano.
Ha fatto parte dei gruppi Malfunk e Litfiba.

## Biografia
Dal 1988 al 1990 suona con numerose band rock/funky dell'area fiorentina e si esibisce con formazioni di salsa e latin jazz, collaborando con vari italiani tra cui Mauro Grossi, Dario Cecchini, Stefano Scalzi, Luca Marianini, Alessandro Galati, Piero Borri, Cesare Martignon) e stranieri (Robert Lopez, Marcio Montarrojos trombettista storico di Santana, Hector Martignon pianista di Ray Barretto).
Nel 1990 dà vita ad un progetto di musica elettronica volto alla realizzazione di colonne sonore ed installazioni elettro-musicali per video, spettacoli teatrali, coreografie e performance di danza. L'anno successivo partecipa a Firenze, sotto la guida di Valerio Perla (percussionista dei Mau Mau), alla fondazione dell'Associazione Culturale El Cabildo, mentre nel 1992 costituisce, con la ballerina Elena Vicini, Valerio Perla ed il chitarrista Daniele Bonaviri, la compagnia di flamenco Aguardiente. Collabora poi con l'architetto israeliano David Palterer nella progettazione di installazioni sonore, allestimenti di mostre e performance.
Nel 1993 realizza la colonna sonora per la mostra Oggetti di Cleto Munari. Lavora ed incide con il cantante nigeriano Michael Oyo. Dal 1994 entra a far parte dei Malfunk con i quali realizza tre album per poi entrare nella formazione dei Litfiba nel 1999, con i quali, in sette anni, realizza tre album di inediti, un album live, svariati singoli e sei tour in Italia e all'estero. Nel 2000 collabora al documentario Leonardo da Vinci, realizzato dalla Trans Europe Films con il patrocinio dell'unione culturale franco-tedesca “Arte” e la collezione Découverts de chez Gallimard, distribuito in Francia e Germania e l'anno successivo realizza per la Provincia di Firenze l'installazione sonora per la mostra “Teatro e Spettacolo nella Firenze dei Medici”.
Partecipa alle registrazioni del disco Tara'n Trance di Antonio Infantino. Tra il 2003 e il 2004 avvia un progetto di musica elettronica in collaborazione con Benedict Frassinelli ed Antonio Aiazzi. Compare nella compilation Next Wav, una raccolta delle formazioni più significative della scena elettronica fiorentina.
Nel 2005 registra Mala Du il primo album di Balkan Damar, formazione italo-bosniaca di jazz con influenze classiche, tradizionali balcaniche e contemporanee. Successivamente collabora con il pianista Nehemiah Brown ad un progetto di musica gospel, in concerti in Italia, Paesi Bassi e Stati Uniti. Realizza un DVD/performance per la mostra Il Cristo del Mantegna ed oltre di Carlo Fabre, a Piazzola sul Brenta e compone la colonna sonora per una mostra sul pittore e disegnatore Natale Borsetti. Nel 2012 partecipa in piccolo all'album dei Litfiba della reunion, Grande nazione, come ospite nelle fasi di pre-produzione. e nel 2016, quando è presente come ospite alle tastiere e synth su Eutòpia.

## Discografia

### Con i Malfunk
- 1994 - Sound of the soul
- 1997 - Tempi supplementari
- 1998 - La Hermosa (singolo)
- 2000 - Malfunk
- 2004 - Tempi supplementari, riedizione

### Con i Litfiba
- 2000 - Elettromacumba
- 2000 - Live on Line
- 2001 - Insidia
- 2003 - Larasong (singolo)
- 2003 - The Platinum Collection
- 2005 - Essere o sembrare
- 2016 - Eutòpia

### Progetti solisti e Colonne sonore
- Chimere, Imagina Music (1992)
- Clethus Theme, Imagina Music (1993)
- Camere d'Infinito, Imagina Music (1994)
- Leitmotiv, Morgana Ed.Mus. (1995)
- Echoes, Imagina Music (1996)
- Music from the Screen, Imagina Music (1999)
- Steps Vol. 1, Morgana Ed.Mus. (2002)
- Steps Vol.2, Morgana Ed.Mus. (2003)
- Xrist Theme, Imagina Music (2006)

### Collaborazioni
- Ruff Selectors, Professy, Paris Texas (1993)
- Ruff Selectors, singolo Dh Disaster, Paris Texas (1994)
- Aa.Vv., Fabroni e dintorni, Bob Rose&Parcifal Prod. (1995)
- Jazzadelic, Stoned Moments, Funky Juice/Bapsy Records (1997)
- Malfunk, Dentro, Edel Italia (2003)
- Aa.Vv., Next Wav, Firenze elettronica, Teen Music (2003)
- Antonio Infantino, Tara'n Trance, Amiata Records (2004)
- Balkan Damar, Mala Du, Amiata Records (2005)
- Ariele, Sognerai, (2007)
- Malfunk, Randagi con un cuore enorme, Sony/Bmg (2008)

## Mostre & Performance
- Bologna, Fiera, “Conceria Fantastica”, musiche per un Multivision di Carlo Fabre sullo stilista Romano Romei. (1991)
- Firenze, musiche per un Multivision di Carlo Fabre sulla Scuola Nazionale di Design.(1992)
- Firenze, Fortezza da Basso, composizione per la Mostra “Chimere” di David Palterer.(1992)
- Vicenza, Basilica Palladiana, composizione per la Mostra “Oggetti” di Cleto Munari. (1993)
- Graz, Atelier Schullin, composizione per la Mostra “Diamond …naturally” di Hans Schullin.(1993)
- Praga, Castello, composizione per la Mostra “Oggetti” di Cleto Munari.(1993)
- Terni, musiche e performance per il Concorso Internazionale S.Valentino Oro.(1994)
- Firenze, musiche per “Aniga” progetto di teatro-danza, regia e testo di Teresa Zurzolo.(1994)
- Firenze, musiche per “La Gravità” performance di teatro-danza, con Teresa Zurzolo.(1994)
- Firenze, live performance per “Medea” rappresentazione della tragedia, traduzione e regia di Franco Piacentini.(1994)
- Vicenza, Fiera Internazionale del Design, composizione “Camere d'Infinito” per un progetto architettonico di David Palterer.(1994)
- Parigi, Galleria Chiara Scremini, musiche per la Personale di David Palterer.(1995)
- Besançon, Foire Comtoise, “Pistoia hote d'honneur”, composizione per un progetto architettonico di D. Palterer.(1995)
- Firenze, “L'Assenza”, performance per basso solo.(1995)
- Vicenza, Fiera Internazionale del Design, “Leitmotiv” su progetto architettonico di David Palterer. (1995)
- Montréal, composizione per la Mostra “Oggetti” di Cleto Munari.(1996)
- Firenze, Istituto Francese di Cultura, “Echoes”, performance per basso solo.(1996)
- Miami, composizione per la Mostra “Oggetti” di Cleto Munari.(1996)
- Berlino, composizione per la Mostra “Oggetti” di Cleto Munari.(1997)
- Firenze, Logic, Central Park, “Loignoro” performance con Alessandro Frassinelli.(1998)
- Firenze, Palazzo Medici-Riccardi, “Proteo”, installazione sonora per la mostra “Teatro e Spettacolo nella Firenze dei Medici”.(2001)
- Firenze, Istituto degli Innocenti, “Balie di Toscana nel mondo”, musica su installazione di Patrizia Gozzini.(2002)
- Pontedera, Museo Piaggio, “Balie di Toscana nel mondo”, musica su installazione di Yunko Imada.(2003)
- Firenze, Caffè Giubbe Rosse, performance di musica elettronica con Ben Frassinelli. (2004
- Firenze, “Visonor”, performance di musica elettronica con Ben Frassinelli.(2004
- Pontassieve, La Barbagianna-una casa per l'arte contemporanea, performance e composizione per il “Cubofono” di Andrea Dami.(2005)
- Piazzola sul Brenta, Villa Contarini, “Il Cristo del Mantegna ed oltre” di Carlo Fabre, DVD/performance.(2006)